# Бездисковая рабочая станция
Бездисковая рабочая станция — это персональный компьютер, лишённый несъёмных средств для долговременного хранения данных. Существуют два основных сценария использования бездисковых рабочих станций:
- Толстый клиент. Операционная система и приложения загружаются по сети с сервера и затем выполняются локально на рабочей станции. Результаты работы (например, документы, с которыми работает пользователь) сохраняются также на сервере, либо на каком-либо съёмном устройстве. Вместо сервера для загрузки рабочей станции может использоваться съёмный носитель, такой, как компакт-диск (так, например, работает Knoppix) или Flash-накопитель.
- Тонкий клиент. Операционная система и приложения выполняются на сервере, а результаты их работы (пользовательский интерфейс приложений) передаются на рабочую станцию и отображаются так же, как если бы пользователь работал с этими приложениями напрямую. Такие рабочие станции называются терминалами, а серверы, на которых выполняются ОС и приложения — серверами терминалов. Терминалы требуют минимальной вычислительной мощности, так как сами они не обрабатывают данные, а лишь отображают интерфейс. С другой стороны, требуется повышенная производительность от серверов терминалов.

Для работы в качестве терминала может использоваться устройство, в котором какой-либо терминальный протокол поддержан аппаратно. Такие устройства называются терминальные решения, они имеют разъемы для подключения к сети, к устройствам отображения информации и к устройствам ввода-вывода.

## Преимущества
Основными преимуществами использования бездисковых рабочих станций является централизованное хранение всех данных, что позволяет легко управлять ими, производить резервное копирование и т. д. С другой стороны, если бездисковая станция загружается с сервера или является терминалом, то она неработоспособна без исправно работающего сетевого подключения и сервера.
Основная масса решений в пользу использования бездисковых станций принимается IT-персоналом из экономической стороны поставленной задачи, поскольку аппаратные требования, как правило, низки. Большинство крупных производителей серверных решений производят терминалы (тонкие клиенты) на современных, но низкопроизводительных комплектующих. Тонкие клиенты, как правило, потребляют меньше энергии, поддерживают большинство современных интерфейсов и не имеют движущихся элементов (вентиляторов, жёстких дисков), что позволяет увеличить срок их работы, также, они дешевле чем обычные персональные компьютеры.

## Проблема своппинга
Многие современные операционные системы используют своппинг. В случае бездискового компьютера возникают проблемы при размещении своп-файла, так как отсутствует НЖМД, на котором его обычно размещают. Могут использоваться ОС и окружения, не требующие наличия своп-файла, либо своп файл размещается на сервере. Иногда бездисковые станции всё-таки снабжают жёстким диском небольшой ёмкости для размещения только своп-файла.
Для станций, работающих в режиме терминала, своп-файл не требуется. Объём памяти, требуемый таким станциям, исчисляется в десятках или сотнях мегабайт, это необходимый объем, чтобы установить специализированную операционную систему, обеспечивающую сессию с сервером. Иногда операционные системы для таких бездисковых рабочих станций делаются на основе Windows CE, сессию с сервером обеспечивает специальное приложение клиента, которое запускается сразу с запуском WinCE. 